# Cherish Holland
Cherish Holland (* 8. August in Hollywood, Los Angeles, Los Angeles County, Kalifornien; auch als Cherish Michael genannt) ist eine US-amerikanische Schauspielerin.

## Leben
Holland wurde im Stadtteil Hollywood geboren und wuchs im kalifornischen Pasadena auf. Sie ist afroamerikanischer, peruanischer, deutscher und chinesischer Abstammung. Sie machte ihren Bachelor of Arts in Journalismus an der California State University, Northridge. Anschließend arbeitete sie in der Nachrichten- und Unterhaltungsbranche, bevor sie ihren MBA erhielt. Über einige Schauspielkurse fand sie 2019 ins Schauspiel. Ihr Schauspieldebüt gab sie 2020 im Low-Budget-Film Monster Hunters – Die Alienjäger in der Rolle der Matteo. Im Folgejahr erhielt sie mit der Rolle der Diana eine größere Rolle im Film It’s Not You, It’s Me. Im selben Jahr wirkte sie wie schon im Vorjahr mit Planet Dune in einer weiteren The-Asylum-Filmproduktion mit. Sie war in der Rolle der Rebecca zu sehen. Sie befindet sich in den Dreharbeiten zu Adam + Eve, indem sie die weibliche Hauptrolle der Eve darstellen wird.

## Filmografie (Auswahl)
- 2020: Monster Hunters – Die Alienjäger (Monster Hunters)
- 2021: It’s Not You, It’s Me
- 2021: Planet Dune